# Котовский (Урюпинский район)
Котовский — хутор в Урюпинском районе Волгоградской области России, бывшая станица Котовская, административный центр Котовского сельского поселения. 
Расположен на левом берегу реки Хопёр к северо-западу от города Урюпинска. Население — 953 (2010)

## История
Основан как казачий городок Катовский не позднее 1709 года (впоследствии станица Катовская, позднее название трансформировалось в станица Котовская), а на карте Российской Империи «Течение реки Волги от Самары до Царицына», от 1745 года, населённый пункт указан как Котопская (см. карту). Станица относилась к Хопёрскому округу Земли Войска Донского (с 1870 — Область Войска Донского). Название станица получила от реки Котовки, близ которой построена. Станица делилась на 3 части: Иртышная (западная); средняя и краинная (восточная). В июле 1721 года строилась церковь во имя Рождества Пресвятой Богородицы.
В 1859 году в станице Катовской имелось 282 двора, православная церковь, каменоломни для выделки мукомольных жерновов, проживало 570 душ мужского и 798 душа женского пола. В 1897 году в станичный юрт входило 9 хуторов, общая численность населения юрта превышала 6 тыс. человек. Согласно алфавитному списку населённых мест Области Войска Донского 1915 года в станице Котовской имелось станичное и хуторское правление, церковь, двухклассное приходское училище, женское училище, земельный надел станицы составлял 7732 десятин, насчитывалось 107 дворов, в которых проживало 979 мужчин и 1009 женщин.
В 1921 году станица была включена в состав Царицынской губернии. Позднее преобразована в хутор Котовский. С 1928 года хутор — в составе Урюпинского района Хопёрского округа (упразднён в 1930 году) Нижне-Волжского края (с 1934 года — Сталинградского края, с 1936 года Сталинградской области, с 1961 года — Волгоградской области).

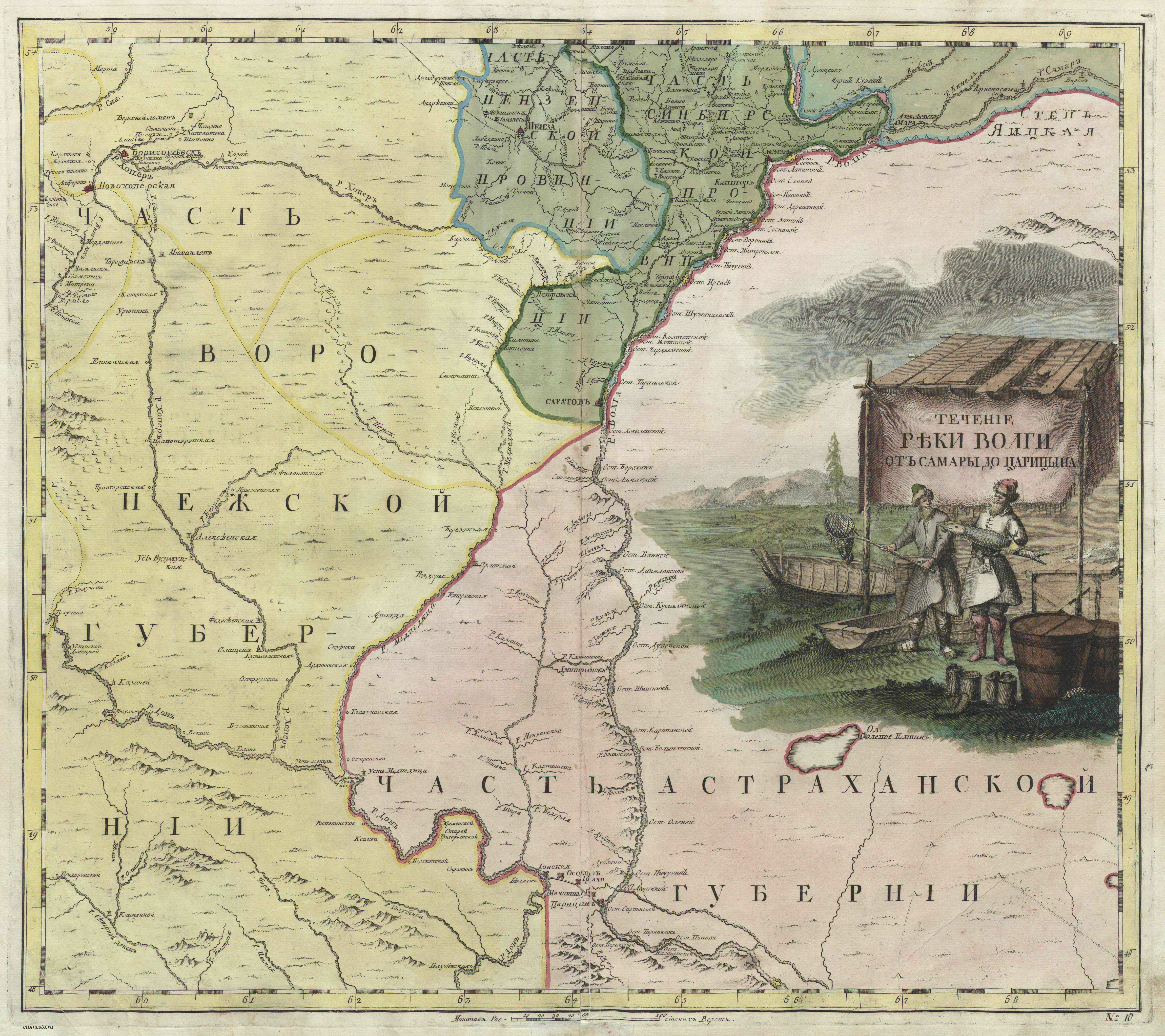
Котопская (левый верхний угол), на карте течения реки Волги от Самары до Царицына, 1745 года.

## География
Хутор находится в луговой степи, на левом берегу реки Хопёр (при заливе Зимовном), в пределах Хопёрско-Бузулукской равнины, являющейся южным окончанием Окско-Донской низменности в 150-200 км к югу от среднего значения климато- и ветро- разделяющей оси Воейкова. Центр хутора расположен на высоте около 80 метров над уровнем моря. В пойме Хопра — пойменный лес. Почвы — чернозёмы обыкновенные, в пойме Хопра — пойменные нейтральные и слабокислые.
К хутору имеется подъезд (6 км) от автодороги Урюпинск — Михайловская. По автомобильным дорогам расстояние до районного центра города Урюпинска составляет 35 км, до областного центра города Волгоград — 340 км.
Климат
Климат умеренный континентальный (согласно классификации климатов Кёппена — Dfb). Многолетняя норма осадков — 481 мм. В течение города количество выпадающих атмосферных осадков распределяется относительно равномерно: наибольшее количество осадков выпадает в мае и июне — 52 мм, наименьшее в марте — 27 мм. Среднегодовая температура положительная и составляет +6,8 °С, средняя температура самого холодного месяца января −9,0 °С, самого жаркого месяца июля +21,4 °С.
Часовой пояс
Котовский, как и вся Волгоградская область, находится в часовой зоне МСК (московское время). Смещение применяемого времени относительно UTC составляет +3:00.

## Население
Динамика численности населения по годам:
| 1803 | 1859 | 1873 | 1897 | 1915 | 1989 | 2002 |
| ---- | ---- | ---- | ---- | ---- | ---- | ---- |
| 1265 | 1086 | 1695 | 2071 | 1988 | ≈950 | 908  |

Данные из переписи Российской Империи населенных мест земли Войска Донского, Хоперского округа, казачья станица Котовская при реке Хопёр
1859 год
число дворов 462, число жителей: муж. пола — 533, жен.пола — 553.
Церквей православных 1 (Церковь Рождества Богородицы).
1873 год
число дворов 323, отдельных изб не составляющих двора 17, число жителей: муж. пола — 843, жен. пола — 852.
хозяйство: плугов 38, лошадей 676, пар волов 114, прочего рогатого скота 513, овец 6959. 
1897 год

число дворов 434, число хозяйств 434, число жителей: муж. пола — 1020, жен.пола — 1051. Войского сословия: муж.пола — 769, жен.пола — 842.
| 2010 |
| ---- |
| 953  |